# Robert Lucy
Robert Lucy (* 20. Februar 1923; † 23. Dezember 2009) war ein Schweizer Turner.

## Karriere
Robert Lucy nahm an den Olympischen Spielen 1948 in London teil. Er startete an allen Geräten und konnte im Wettkampf am Sprung mit dem 14. Platz sein bestes Einzelresultat erzielen. Mit dem Schweizer Team gewann er im Mannschaftsmehrkampf die Silbermedaille.